# Sukhumbhand Paribatra
Sukhumbhand Paribatra (Thai: สุขุมพันธุ์ บริพัตร) (Bangkok, 22 september 1952) is een Thais bestuurder, politicus en de huidige gouverneur van Bangkok. Hij is parlementslid van de Democratische Partij van Thailand. Hij was gedurende enkele jaren tevens vice-minister van Buitenlandse Zaken. Op 11 januari 2009 werd hij verkozen tot vijftiende gouverneur van Bangkok, met 45% van de uitgebrachte stemmen tijdens de verkiezing.